# Xylocopa dalbertisi
Xylocopa dalbertisi là một loài Hymenoptera trong họ Apidae. Loài này được Lieftinck mô tả khoa học năm 1957.